# 竹内涼真
竹内 涼真（たけうち りょうま、1993年〈平成5年〉4月26日 - ）は、日本の俳優、モデル。本名、竹内 崚（たけうち りょう）。東京都町田市出身。ホリプロ所属。

## 略歴
両親と本人、妹、弟の、3子の長男として育った。「りょう」という響きが好きだった両親が、当時は名前に使うのは珍しかった「崚」という字をあてた。叔父の影響で4歳からサッカーを始め、ヴェルディサッカースクール相模原に所属した。また、高校時代に東京ヴェルディユースに所属した。同期には杉本竜士、南秀仁、舘野俊祐、田中貴大などがいた。ポジションはDFであった。サッカー推薦で大学に進学するが、怪我がきっかけで「自分はプロ選手にはなれない」と思いサッカーを断念。
もとより目立ちたがりな性格で映画やドラマなどが好きだったことから、芸能界にも少し興味を示していた。2013年4月、女性ファッション誌『mina』で初の男性専属モデルオーディション「minaカレグランプリ」に知人の勧めで応募し、2,457人の中からグランプリを獲得した。ホリプロ所属となり、「竹内涼真」の名で芸能活動を開始する。デビュー以前より仮面ライダー役を演じることを目標に掲げていた。同年8月、「第43回東京モーターショー2013」の公式サポーターズファミリーとして結成された「車家の人々」が実施した「次男は君だ!!オーディション」にてグランプリに選ばれ、同年10月より放送のミニドラマ『車家の人々』で俳優デビュー。
2014年10月より、『仮面ライダードライブ』の主演・泊進ノ介 / 仮面ライダードライブ役を演じる。その1年間の放送終了後の2015年10月より、TBS系の日曜劇場『下町ロケット』に出演。後半のガウディ計画編では、新人ながらも人工心臓弁「ガウディ」の開発チームのリーダー役に抜擢され、注目を集めた。2016年、「ベスト スタイリングアワード」“美ヘアスタイル”で受賞。
2017年6月より、連続テレビ小説『ひよっこ』の島谷純一郎役で初の朝ドラ出演。同年7月より、日本テレビ『過保護のカホコ』の麦野初役、10月にはTBSの日曜劇場『陸王』の茂木裕人役など、立て続けに注目作に出演。同年の日経トレンディが選ぶ「今年のヒット人」に選出され、さらにブレイク俳優ランキングで1位を獲得した。また、2017年男性写真集売り上げNo.1も記録している。2018年、第42回エランドール新人賞を受賞。また『帝一の國』大鷹弾役で第30回日刊スポーツ映画大賞・石原裕次郎賞、第41回日本アカデミー賞で新人俳優賞を受賞。同年8月、『センセイ君主』でラブコメ映画に初主演した。2020年1月より、『テセウスの船』で、日曜劇場の初主演を務めた。

## 人物・エピソード
妹はたけうちほのか、弟は歌手の竹内唯人。左利き。趣味、特技は歌とサッカーである。得意な料理はカレーとチーズフォンデュ。自身の性格の長所はひとつのことにこだわりを持てること。短所はせっかちで自分のペースで全部やってしまうこと。理想の俳優像は見ている人が役に感情移入できるように、より自然に演じること。好きな女性のタイプは「一貫して変わらないのは、周りが見えている人」。アメリカの作品で主役を張りたいこととマーベルのヒーローを演じたいことを目標として挙げている。スーツアクターの高岩成二によると、演じる役柄を自分に引き寄せるタイプの役者で、普段の癖や仕草が、演技や芝居の際、無意識に出ているという。
『ドライブ』のプロデューサーの大森敬仁と望月卓は、同作品で竹内を起用した理由について、演技の上手さではなく人の話を聴く力や吸収したことを出力する力を重視したとしており、オーディションでの課題に対する姿勢を評価し、パイロット版の撮影でも大きな成長があったと述べている。変身後のドライブを演じた高岩成二も、「自分の出番がないのに電車で現場まで来て、アクションを一日中見て、ポーズや芝居を逐一訊いていました」と証言している。メインライターの三条陸は、当初は泊進ノ介のキャラクター像を「ちょっとひねたクールガイ」と想定していたが、実際に起用された竹内とはイメージが異なると判断し、第9話から第11話にかけて「クールに格好つけていたが、根は熱い」という竹内本人に合わせたものへと変化させていった。竹内は第1話を視聴した際に、スーツアクターの高岩成二が演じる変身後の仮面ライダードライブは自分ではないという想いが強く、悔しさを感じていた。しかし、第20話のアフレコで高岩の撮影現場に立ち会わずに声を当てたものが完全にシンクロしたことから高岩と気持ちが1つになったと感じるようになり、以降はアフレコも楽しくなったという。

## 受賞歴
- 2017年
  - 日経トレンディ・2017年ヒットの人[37]
  - 第30回日刊スポーツ映画大賞・石原裕次郎賞・石原裕次郎新人賞『帝一の國』[38]
  - 第94回ザテレビジョンドラマアカデミー賞 助演男優賞『過保護のカホコ』[39]
  - 第9回コンフィデンスアワード・ドラマ賞 助演男優賞『過保護のカホコ』[40]
  - 第41回日本アカデミー賞 新人俳優賞『帝一の國』[41]
- 2018年
  - エランドール賞・新人賞[42]
  - 第26回橋田賞 ・ 新人賞 [43]
  - GQ MEN OF THE YEAR 2018・ACTOR OF THE YEAR[44]
  - LINE BLOG OF THE YEAR 2018・グランプリ[45]
- 2019年
  - ベストスマイル・オブ・ザ・イヤー2019[46]
- 2020年
  - 第104回ザテレビジョンドラマアカデミー賞 主演男優賞『テセウスの船』[47]
- 2021年
  - 第29回読売演劇大賞 上半期男優賞ベスト5選出[48]

## 出演
太字は主演キャラクター。

### テレビドラマ
- 車家の人々（2013年10月 - 11月、フジテレビ） - 車涼真 役[14]
- 仮面ライダードライブ（2014年10月5日 - 2015年9月27日、テレビ朝日） - 泊進ノ介 / 仮面ライダードライブ 役
  - 手裏剣戦隊ニンニンジャーVS仮面ライダードライブ 春休み合体1時間スペシャル（2015年3月29日） - 泊進ノ介 / 仮面ライダードライブ 役（西川俊介とW主演）
- 下町ロケット（2015年10月18日 - 12月20日、TBS） - 立花洋介 役[49]
  - 下町ロケット2（2018年10月14日 - 12月23日）
  - 新春ドラマ特別編 下町ロケット（2019年1月2日）
- スミカスミレ 45歳若返った女（2016年2月5日 - 3月25日、テレビ朝日） - 辻井健人 役[50]
- 臨床犯罪学者 火村英生の推理 第7話 - 最終話（2016年2月28日 - 3月20日、日本テレビ） - 鬼塚竜三 役
- 時をかける少女（2016年7月9日 - 8月6日、日本テレビ） - 浅倉吾朗 役[51]
- THE LAST COP/ラストコップ（2016年10月8日 - 12月10日、日本テレビ） - 若山省吾 役
- 連続テレビ小説（NHK総合）
  - ひよっこ 第55話 - 第97話・第130話（2017年6月5日 - 7月24日・8月31日） - 島谷純一郎 役 [52]
    - ひよっこ2（2019年3月25日 - 28日）
- 過保護のカホコ（2017年7月12日 - 9月13日、日本テレビ） - 麦野初 役 [53]
  - 過保護のカホコ〜2018 ラブ&ドリーム〜（2018年9月19日) [54]
- 陸王（2017年10月15日 - 12月24日、TBS） - 茂木裕人 役[55]
- ブラックペアン（2018年4月22日 - 6月24日、TBS） - 世良雅志 役
  - ブラックペアン シーズン2（2024年7月7日 - 9月15日）[56]
  - ブラックペアンと言いたくて… 最終話（2024年9月20日）
- テセウスの船（2020年1月19日 - 3月22日、TBS） - 田村心 役[26]
- 連続ドラマW（WOWOW）
  - 太陽は動かない -THE ECLIPSE-（2020年5月24日 - 6月28日） - 田岡亮一 役
  - 落日（2023年9月10日 - 10月1日） - 立石力輝斗 役[57]
- 竹内涼真の撮休（2020年11月7日 - 12月26日、WOWOWプライム） - 竹内涼真（本人） 役[58][59]
- 君と世界が終わる日に Season1（2021年1月17日 - 3月21日、日本テレビ） - 間宮響 役[60]
  - 君と世界が終わる日に 特別編（2022年2月25日）[61][62]
- 六本木クラス（2022年7月7日 - 9月29日、テレビ朝日） - 宮部新 役[63][64]
- ペルソナの密告 3つの顔をもつ容疑者（2023年3月24日、テレビ東京） - 元村周太 役[65]
- Believe-君にかける橋-（2024年4月25日 - 6月20日、テレビ朝日） - 黒木正興 / 若松博通 役（二役）[66]
- 看守の流儀（2025年6月21日、テレビ朝日） - 宗片秋広 役[67]
- じゃあ、あんたが作ってみろよ（2025年10月〈予定〉 - 、TBS） - 海老原勝男 役（夏帆とW主演）[68]

### ウェブドラマ
- 10日間で運命の恋人をみつける方法（2014年、BeeTV） - 野宮 役[69]
- dビデオスペシャル 仮面ライダー4号（2015年、dビデオ） - 泊進ノ介 / 仮面ライダードライブ 役
- 臨床犯罪学者 火村英生の推理 Another Story3（2016年、Hulu） - 鬼塚竜三 役
- 君と世界が終わる日に（Hulu） - 間宮響 役
  - Season2（2021年3月21日 - 4月25日）[60]
  - Season3（2022年2月25日 - 4月1日）[70]
- 龍が如く〜Beyond the Game〜（2024年10月25日 - 、Amazon Prime Video） - 桐生一馬 役[71]

### 映画
- イン・ザ・ヒーロー（2014年9月6日、東映）
- 仮面ライダーシリーズ（東映） - 泊進ノ介 / 仮面ライダードライブ 役
  - 仮面ライダー×仮面ライダー ドライブ&鎧武 MOVIE大戦フルスロットル（2014年12月13日） - 主演（佐野岳とW主演）
  - スーパーヒーロー大戦GP 仮面ライダー3号（2015年3月21日） - 主演
  - 劇場版 仮面ライダードライブ サプライズ・フューチャー（2015年8月8日） - 主演
  - 仮面ライダー×仮面ライダー ゴースト&ドライブ 超MOVIE大戦ジェネシス（2015年12月12日） - 主演（西銘駿とW主演）
  - 仮面ライダー平成ジェネレーションズ Dr.パックマン対エグゼイド&ゴーストwithレジェンドライダー（2016年12月10日）[72]
- 青空エール（2016年8月20日、東宝） - 山田大介 役（土屋太鳳とW主演[73]）
- 帝一の國（2017年4月29日、東宝） - 大鷹弾 役[74]
- ラストコップ THE MOVIE（2017年5月3日、松竹） - 若山省吾 役
- センセイ君主（2018年8月1日、東宝） - 弘光由貴 役（浜辺美波とW主演）[75]
- 走れ!T校バスケット部（2018年11月3日、東映） - 佐藤準 役（友情出演）[76]
- 名探偵ピカチュウ（2019年5月3日、ワーナー・ブラザース / 東宝） - ポケモントレーナー 役（カメオ出演[77]）
- 初恋ロスタイム（2019年9月20日、KADOKAWA） - 浅見一生 役[78]
- 太陽は動かない（2021年3月5日[79]、ワーナー・ブラザース） - 田岡亮一 役[80]
- アキラとあきら（2022年8月26日、東宝） - 山崎瑛 役（横浜流星とW主演）[81][82]
- 劇場版 君と世界が終わる日に FINAL（2024年1月26日、東宝） - 間宮響 役[83]

### ウェブ映画
- 10DANCE（2025年12月配信予定、Netflix） - 鈴木信也 役 （町田啓太とW主演）[84][85]

### オリジナルビデオ
- 仮面ライダーシリーズ
  - 仮面ライダードライブ シークレット・ミッション type TV-KUN ハンター&モンスター! 超怪盗の謎を追え!（2014年11月26日） - 泊進ノ介 / 仮面ライダードライブ 役
  - 仮面ライダードライブ シークレット・ミッション type ZERO 第0話 カウントダウン to グローバルフリーズ（2014年12月13日） - 泊進ノ介 役
  - 仮面ライダードライブ シークレット・ミッション type TOKUJO（2015年 - 2016年） - 泊進ノ介 / 仮面ライダードライブ 役
  - てれびくん超バトルDVD 仮面ライダードライブ シークレット・ミッション type HIGH-SPEED! ホンモノの力! タイプハイスピード誕生!（2015年） - 泊進ノ介 / 仮面ライダードライブ 役
  - てれびくん超バトルDVD 仮面ライダードライブ シークレット・ミッション type LUPIN 〜ルパン、最後の挑戦状〜（2015年） - 泊進ノ介 / 仮面ライダードライブ 役
  - ドライブサーガ
    - 仮面ライダーチェイサー（2016年4月20日） - 泊進ノ介 / 仮面ライダードライブ 役
    - 仮面ライダーマッハ / 仮面ライダーハート（2016年11月16日） - 泊進ノ介 役

### 舞台
- ミュージカル「17 AGAIN」（2021年5月16日 - 7月11日） - マイク&マーク・オドネル 役（一人二役）

### 吹き替え
- 名探偵ピカチュウ（2019年） - ティム・グッドマン 役[86]

### アニメ映画
- 鹿の王 ユナと約束の旅（2022年） - ホッサル 役[87]

### ゲーム
- 仮面ライダーシリーズ（バンダイナムコエンターテインメント） - 仮面ライダードライブ 役
  - 仮面ライダーバトル ガンバライジング（2014年、アーケード）
  - 仮面ライダー サモンライド!（2014年、PS3・Wii U）
  - 仮面ライダー バトライド・ウォー 創生（2016年、PS4・PS3・PS Vita）
  - オール仮面ライダー ライダーレボリューション（2016年、3DS）
  - 仮面ライダー クライマックスファイターズ（2017年12月7日、PS4）
  - 仮面ライダー クライマックススクランブル ジオウ（2018年11月29日、Nintendo Switch）
  - 仮面ライダーバトル ガンバレジェンズ（2023年、アーケード）

### バラエティ・ドキュメンタリー
- アッコにおまかせ!（TBS） - 準レギュラー
- アナザースカイ（2024年1月20日、日本テレビ） - ゲスト（訪問地：ロサンゼルス）[88]

### ミュージック・ビデオ
- whiteeeen「キセキ〜未来へ〜」（2016年） - 映画『青空エール』の山田大介 役で出演[89]
- TWICE「I WANT YOU BACK」（2018年） - 映画『センセイ君主』主題歌[90]

### CM・広報
- 日清食品「カップヌードル」SURVIVE! 就職氷河期編（2014年）[91]
- バンダイ「仮面ライダーチョコビスケットボール」（2015年）
- ロッテ
  - 「爽」（2016年）[92]
  - 「モナ王」（2017年）
  - 「EATMINT」（2017年11月 - ）
- 東京コミックコンベンション2016（2016年） - 日米親善大使[93]
- 東京コミックコンベンション2017（2017年）
- 日本メナード化粧品「薬用ビューネ」（2017年）
- SoftBank（2017年9月 - ）[94]
- 富士フイルム「お正月を写そう2018」（2017年12月 - 2018年1月）[95]
- 味の素「Cook Do・四川担担麺、クックドゥ・回鍋肉」（2018年）
- 日本コカ・コーラ「カナダドライ ザ・タンサン」（2018年 - 2019年）[96][97]
- ミズノ「ミズノトレーニング」（2018年）[98]
- 大樹生命保険（2019年 - ）
- 三菱自動車工業
  - 「eKクロス」（2019年 - ）
  - 「eKクロススペース」（2020年 - ）
  - 「eKスペース」（2020年 - ）
- マイナビ「マイナビ転職」（2020年）[99]
- NTTソルマーレ「コミックシーモア・マンガ愛、溢れてます。シリーズ」（2020年）[100]
- ZENITH 日本アンバサダー（2020年 - ）[101]
- リクルート SUUMO（2024年 - ）[102]

### スペシャルサポーター
- 2018 FIFAワールドカップ（2018年5月、TBS）[103]

## 作品

### 写真集
- Ryomania（2015年7月31日、主婦の友社）ISBN 978-4-07-412369-8
- 1mm（2017年7月22日、集英社）ISBN 978-4-08-780818-6
- Ryoma Takeuchi（2018年7月12日、マガジンハウス）ISBN 978-4-8387-3009-4

### 参加サウンドトラック
- 仮面ライダードライブ／仮面ライダー3号／仮面ライダー4号 ベストコレクション（2015年9月9日）
  - 泊進ノ介（竹内涼真）、詩島剛（稲葉友）、チェイス（上遠野太洸）「Spinning Wheel」

## 記録

### タイトル

#### クラブ
東京ヴェルディユース
- 日本クラブユースサッカー選手権（U-18）大会：2回（2010年、2011年）
- 東京都サッカートーナメント：1回（2010年）